# Thutmose 4.
Thutmose 4. (læses nogle gange som Thutmosis eller Tuthmosis IV og betyder Thoth fødte ham) var den 8. Farao af det 18. dynasti af Egypten, som herskede omtrent i det 14. århundrede f.Kr.. Hans prenomen eller royal navn, Menkheperure, betyder "Etableret i form er Re."  Thutmose 4. er søn af Amenhotep 2. og Tiaa, og han er far til Amenhotep 3.